# Wang Meng (pisarz)
Wang Meng (chiń. 王蒙; pinyin Wáng Méng; ur. 15 października 1934) – chiński pisarz, w latach 1986–1989 minister kultury ChRL.

## Życiorys
Pochodzi z Nanpi w prowincji Hebei, był synem profesora filozofii. Od 1948 roku był członkiem Ligi Młodzieży Komunistycznej. Zadebiutował w 1953 roku nowelą Qingchun wansui. Kontrowersje wywołała wydana w 1956 roku powieść Zuzhibu laile ge nianqing ren, w której w krytyczny sposób przedstawił środowisko komunistów, przeciwstawiając idealistycznych młodych działaczy zbiurokratyzowanym władzom partyjnym. W 1958 roku, w trakcie Kampanii przeciw prawicowcom, został z jej powodu poddany krytyce, wyrzucony z partii i zesłany do przymusowej pracy na wsi w regionie Xinjiang. Na zesłaniu spędził prawie 20 lat, pozbawiony możliwości publikowania. Nauczył się wówczas języka ujgurskiego. Dopiero w 1979 roku został zrehabilitowany i ponownie przyjęty do KPCh. Opublikował wówczas pierwszą po latach milczenia nowelę, Hudie, częściowo opartą na wątkach autobiograficznych. W następnych latach został wiceprzewodniczącym chińskiego PEN Clubu (1982) oraz wiceprzewodniczącym Ogólnochińskiego Stowarzyszenia Pisarzy (1983). W latach 1983–1986 był redaktorem naczelnym czasopisma literackiego Renmin wenxue. 
Od 1982 do 1992 roku zasiadał w Komitecie Centralnym Komunistycznej Partii Chin. W latach 1986–1989 pełnił urząd ministra kultury. Po wydarzeniach na placu Tian’anmen, w trakcie których sprzeciwił się użyciu wojska wobec protestujących, został usunięty ze stanowiska. W 1989 roku pekińskie wydawnictwo Foreign Languages Press wydało dwutomowy wybór pism Menga w przekładzie na język angielski pt. Selected Works of Wang Meng. W 1993 roku ukazały się jego dzieła zebrane pt. Wang Meng wenji w 10 tomach.